# Маріо Маньйоцці
Ма́ріо Маньйо́цці (італ. Mario Magnozzi, нар. 20 березня 1902, Ліворно — пом. 25 червня 1971, Ліворно) — італійський футболіст, що грав на позиції форварда. По завершенні ігрової кар'єри — футбольний тренер.
Виступав, зокрема, за клуби «Ліворно» та «Мілан», а також національну збірну Італії.

## Клубна кар'єра
Народився 20 березня 1902 року в місті Ліворно. Вихованець футбольної школи клубу «Ліворно». Дорослу футбольну кар'єру розпочав 1919 року в основній команді того ж клубу. У своєму першому сезоні відзначився 29 голами у 18 матчах, допомігши команді дістатися суперфіналу чемпіонату Італії. Там суперником тосканців став значно сильніший «Інтер». На початку матчу Маньйоцці втратив нагоду вивести свою команду вперед, не реалізувавши пенальті. Після цього клас «нероадзуррі» дався взнаки, і ще в першому таймі вони досягли переваги 3:0, причому «Ліворно» чеерз травму одного зі своїх гравців залишився вдесятьох (заміни в ті часи не дозволялися). Та у другому таймі «червоні» зуміли забити два м'ячі, обидва у виконанні Маньйоцці, і скоротити відставання до мінімуму. Однак зрівняти рахунок не вдалось, і команда задовольнилась «сріблом».
Маньйоцці залишався в «Ліворно» до 1930 року. За ці одинадцять сезонів узяв участь у 223 матчах чемпіонату, будучи здебільшого основним гравцем атакувальної ланки команди, забив 174 голи. Із середньою результативністю 0,78 гола за гру був головним бомбардиром і провідним форвардом команди. 
Своєю грою привернув увагу представників тренерського штабу клубу «Мілан», до складу якого приєднався 1930 року. Відіграв за «россонері» наступні три сезони своєї ігрової кар'єри. У складі «Мілана» також здебільшого виходив на поле в основному складі команди, протягом усього періоду перебування в Мілані був її капітаном[джерело?].
Завершив ігрову кар'єру в рідному «Ліворно». Повернувшись до команди 1933 року, захищав її кольори до 1936.

## Виступи за збірну
1924 року дебютував в офіційних матчах у складі національної збірної Італії.
У складі збірної був учасником двох олімпійських футбольних турнірів: 1924 року в Парижі (3 гри, 0 голів) та 1928 року в Амстердамі (3 гри, 4 голи), на якому команда здобула бронзові нагороди. Також був учасником перших двох розіграшів Кубка Центральної Європи: 1927—1930 (2 матчі, 2 голи), який команда виграла, та 1931—1932 (2 матчі, 0 голів).
Протягом усієї кар'єри в національній команді, яка тривала 8 років, провів 29 матчів, забивши 13 голів.

## Кар'єра тренера
Завершивши кар'єру гравця, залишився в «Ліворно», очоливши його тренерський штаб 1936 року. У першому ж сезоні зумів виграти чемпіонат Серії B, піднявшись таким чином до елітного дивізіону. Але в ході наступного сезону був звільнений.
Згодом очолював команди клубів «Рієті» та «Альфа Ромео», а протягом 1941–1943 років тренував «Мілан».
У повоєнний період працював з командами «В'яреджо», «Ліворно», «Лечче» та «Катанія». Протягом 1952–1953 років був головним тренером грецького клубу АЕК.
Останнім місцем тренерської роботи Маньйоцці був усе той же «Ліворно», команду якого він очолював до 1956 року.
Помер 25 червня 1971 року на 70-му році життя у місті Ліворно.

## Статистика виступів

### Статистика клубних виступів
| Сезон               | Клуб                | Чемпіонат           | Чемпіонат | Чемпіонат | Національний кубок | Національний кубок | Національний кубок | Усього | Усього |
| Сезон               | Клуб                | Ліга                | Ігор      | Голів     | Ліга               | Ігор               | Голів              | Ігор   | Голів  |
| ------------------- | ------------------- | ------------------- | --------- | --------- | ------------------ | ------------------ | ------------------ | ------ | ------ |
| 1919–20             | «Ліворно»           | ПК                  | 18        | 29        | –                  | –                  | –                  | 18     | 29     |
| 1920–21             | «Ліворно»           | ПК                  | 19        | 27        | –                  | –                  | –                  | 19     | 27     |
| 1921–22             | «Ліворно»           | ПД                  | 3         | 1         | –                  | –                  | –                  | 3      | 1      |
| 1922–23             | «Ліворно»           | ПД                  | 22        | 14        | –                  | –                  | –                  | 22     | 14     |
| 1923–24             | «Ліворно»           | ПД                  | 21        | 14        | –                  | –                  | –                  | 21     | 14     |
| 1924–25             | «Ліворно»           | ПД                  | 24        | 19        | –                  | –                  | –                  | 24     | 19     |
| 1925–26             | «Ліворно»           | ПД                  | 20        | 11        | –                  | –                  | –                  | 20     | 11     |
| 1926–27             | «Ліворно»           | ЧІ                  | 18        | 11        | –                  | –                  | –                  | 18     | 11     |
| 1927–28             | «Ліворно»           | ЧІ                  | 19        | 15        | –                  | –                  | –                  | 19     | 15     |
| 1928–29             | «Ліворно»           | ЧІ                  | 25        | 18        | –                  | –                  | –                  | 25     | 18     |
| 1929–30             | «Ліворно»           | A                   | 34        | 15        | –                  | –                  | –                  | 34     | 15     |
| 1930–31             | «Мілан»             | A                   | 32        | 10        | –                  | –                  | –                  | 32     | 10     |
| 1931–32             | «Мілан»             | A                   | 33        | 11        | –                  | –                  | –                  | 33     | 11     |
| 1932–33             | «Мілан»             | A                   | 32        | 10        | –                  | –                  | –                  | 32     | 10     |
| Усього за «Мілан»   | Усього за «Мілан»   | Усього за «Мілан»   | 97        | 31        |                    | –                  | –                  | 97     | 31     |
| 1933–34             | «Ліворно»           | A                   | 31        | 7         | –                  | –                  | –                  | 31     | 7      |
| 1934–35             | «Ліворно»           | A                   | 23        | 3         | –                  | –                  | –                  | 23     | 3      |
| 1935–36             | «Ліворно»           | B                   | 3         | 1         | КІ                 | 1                  | 1                  | 4      | 2      |
| Усього за «Ліворно» | Усього за «Ліворно» | Усього за «Ліворно» | 280       | 185       |                    | 1                  | 1                  | 281    | 186    |
| Усього              | Усього              | Усього              | 377       | 216       |                    | 1                  | 1                  | 378    | 217    |

### Статистика виступів за збірну
| Дата       | Місто     | Господарі      | Результат | Гості          | Турнір                             | Голи | Примітки |
| ---------- | --------- | -------------- | --------- | -------------- | ---------------------------------- | ---- | -------- |
| 25/05/1924 | Коломб    | Італія         | 1 – 0     | Іспанія        | ОІ 1924 - кв. р.                   | -    |          |
| 29/05/1924 | Венсенн   | Люксембург     | 0 – 2     | Італія         | ОІ 1924 - 1/8                      | -    |          |
| 02/06/1924 | Париж     | Швейцарія      | 2 – 1     | Італія         | ОІ 1924 - 1/4                      | -    |          |
| 16/11/1924 | Мілан     | Італія         | 2 – 2     | Швеція         | товариський матч                   | 2    |          |
| 23/11/1924 | Дуйсбург  | Німеччина      | 0 – 1     | Італія         | товариський матч                   | -    |          |
| 18/01/1925 | Мілан     | Італія         | 1 – 2     | Угорщина       | товариський матч                   | -    |          |
| 14/06/1925 | Валенсія  | Іспанія        | 1 – 0     | Італія         | товариський матч                   | -    |          |
| 18/06/1925 | Лісабон   | Португалія     | 1 – 0     | Італія         | товариський матч                   | -    |          |
| 04/11/1925 | Падуя     | Італія         | 2 – 1     | Югославія      | товариський матч                   | -    |          |
| 08/11/1925 | Будапешт  | Угорщина       | 1 – 1     | Італія         | товариський матч                   | -    |          |
| 17/01/1926 | Турин     | Італія         | 3 – 1     | Чехословаччина | товариський матч                   | 1    |          |
| 21/03/1926 | Турин     | Італія         | 3 – 0     | Ірландія       | товариський матч                   | 1    |          |
| 18/04/1926 | Цюрих     | Швейцарія      | 1 – 1     | Італія         | товариський матч                   | 1    |          |
| 09/05/1926 | Мілан     | Італія         | 3 – 2     | Швейцарія      | товариський матч                   | -    |          |
| 18/07/1926 | Стокгольм | Швеція         | 5 – 3     | Італія         | товариський матч                   | -    |          |
| 28/10/1926 | Прага     | Чехословаччина | 3 – 1     | Італія         | товариський матч                   | -    |          |
| 17/04/1927 | Турин     | Італія         | 3 – 1     | Португалія     | товариський матч                   | -    |          |
| 01/01/1928 | Генуя     | Італія         | 3 – 2     | Швейцарія      | Кубок Центральної Європи 1927—1930 | 1    |          |
| 04/06/1928 | Амстердам | Іспанія        | 1 – 7     | Італія         | ОІ 1928 - 1/4 (повт.)              | 1    |          |
| 07/06/1928 | Амстердам | Уругвай        | 3 – 2     | Італія         | ОІ 1928 - 1/2                      | -    |          |
| 10/06/1928 | Амстердам | Єгипет         | 3 – 11    | Італія         | ОІ 1928 - 3–4 місця                | 3    | 3 місце  |
| 09/02/1930 | Рим       | Італія         | 4 – 2     | Швейцарія      | товариський матч                   | 1    |          |
| 02/03/1930 | Франкфурт | Німеччина      | 0 – 2     | Італія         | товариський матч                   | -    |          |
| 06/04/1930 | Амстердам | Нідерланди     | 1 – 1     | Італія         | товариський матч                   | -    |          |
| 11/05/1930 | Будапешт  | Угорщина       | 0 – 5     | Італія         | Кубок Центральної Європи 1927—1930 | 1    |          |
| 22/06/1930 | Болонья   | Італія         | 2 – 3     | Іспанія        | товариський матч                   | -    |          |
| 20/03/1932 | Відень    | Австрія        | 2 – 1     | Італія         | Кубок Центральної Європи 1931—1932 | -    |          |
| 10/04/1932 | Коломб    | Франція        | 1 – 2     | Італія         | товариський матч                   | 1    |          |
| 08/05/1932 | Будапешт  | Угорщина       | 1 – 1     | Італія         | Кубок Центральної Європи 1931—1932 | -    |          |
| Усього     |           | Матчів         | 29        |                | Голів (23 місце)                   | 13   |          |

## Титули і досягнення
- Бронзовий олімпійський призер: 1928
- Найкращий бомбардир чемпіонату Італії: 1924–25 (19 голів)